# Mastacembelus shiloangoensis
Mastacembelus shiloangoensis és una espècie de peix pertanyent a la família dels mastacembèlids.

## Descripció
- Fa 14,4 cm de llargària màxima.
- 25-27 espines i 72-85 radis tous a l'aleta dorsal.
- 3 espines i 66-79 radis tous a l'aleta anal.
- Nombre de vèrtebres: 86-88.
- Aleta pectoral de color blanc sense taques ni marques.[5]

## Hàbitat
És un peix d'aigua dolça, bentopelàgic i de clima tropical.

## Distribució geogràfica
Es troba a Àfrica: la República Democràtica del Congo.

## Observacions
És inofensiu per als humans.